# Louis Brisset

Louis Brisset

Louis Brisset (* 25. August 1872 in Constantine, Algerien; † 26. April 1939 in Nantes) war ein französischer Komponist.

## Leben
Brisset wuchs in Nantes auf und besuchte das Konservatorium der Stadt. Später wechselte er an das Conservatoire de Paris. Hier studierte er Orgel bei Charles-Marie Widor und Kontrapunkt und Komposition bei Charles Lenepveu. Beim Wettbewerb um den Prix de Rome erlangte er 1899 mit der Kantate Callirhoé eine lobende Erwähnung.
Daneben besuchte er seit ihrer Gründung durch Charles Bordes, Alexandre Guilmant und Vincent d’Indy die Schola Cantorum. Aus dieser Zeit datiert seine Freundschaft zu dem Pianisten Alfred Cortot und zu Paul Ladmirault, dem späteren Direktor des Konservatoriums von Nantes.
Er leitete einige Zeit die Petits Chanteurs à la Croix de Bois und wurde 1916 Nachfolger von Paul Maufret als Leiter der Schola Cantorum von Pau. Nach dem Tod von Henri Weingartner wurde er 1922 Direktor des Konservatoriums von Nantes; er hatte die Stelle bis zum Ruhestand 1937 inne.
Brisset komponierte Lieder, u. a. nach Texten von Auguste de Villiers de L’Isle-Adam, Théophile Gautier, Théodore de Banville, Maurice Maeterlinck und Paul Bourget, Kammermusik (Allegretto scherzando für Violine und Klavier) und die Oper Altaïr. Er veröffentlichte zwei Bände mit Klavierwerken und bearbeitete béarnesische und bretonische Volkslieder.